# Persoonia asperula
Persoonia asperula är en tvåhjärtbladig växtart som beskrevs av L.A.S. Johnson & P.H. Weston. Persoonia asperula ingår i släktet Persoonia och familjen Proteaceae. Inga underarter finns listade i Catalogue of Life.